# Вера в доброго царя
«Вера в доброго царя» — историографический штамп; характерная черта, приписываемая менталитету русского народа некоторыми исследователями:153. Сущность представлений о «добром царе» заключается в том, что правитель (князь, император, генеральный секретарь ЦК КПСС, президент:21) является хорошим, а его окружение (бояре, дворяне, чиновники и т. п.:21) являются плохими, и скрывают от правителя истинное положение вещей о состоянии жизни народа, и единственный шанс исправить ситуацию — это донести до правителя «правду», чтобы он её «узнал», вынес «справедливое решение» и «наказал виновных».

## История
Доктор юридических наук и кандидат исторических наук, профессор А. А. Демичев отмечает, что в России во все времена исторически проводилась целенаправленная политика, целью которой являлось приближение власти к народу. Устойчивой являлась традиция участия монарха не только в государственных делах, но и в индивидуальной судьбе каждого человека. Одновременно с тем исследователь делает вывод, что по результатам анализа юридической практики, у простолюдина в России практически не было шансов выиграть дело в суде. Исходя из этого, у простого человека сложился стереотип, что для справедливого решения дела необходимо обращаться напрямую к «царю-батюшке»:21-22.
Практика подобных обращений к царю закрепилась в единственно возможном способе — подаче челобитных. Процесс обращения к царю исследователь называет древним пережитком военной демократии, когда центральная власть уже отделилась от народа, но ещё не была от него жёстко изолирована. С 1699 года право подачи челобитных было ограничено указом Петра I, и с этого времени их разрешалось подавать только в том случае, если решение уже было вынесено в суде и оно не устроило челобитчика. В 1700 году этот указ был подтверждён:22.
Исследователи В. К. Смирнова и А. В. Карачанова пишут, что «вера в „доброго царя“ присутствовала в крестьянской системе ценностей вплоть до революций начала XX века».

## Сущность представлений
Суть представлений о вере в доброго царя заключается в убеждениях, что сам правитель (монарх) является хорошим: он честен, справедлив, порядочен, добр и т. д., но окружение правителя (например, бояре, дворяне, чиновники и пр.) — при этом плохие. Окружение правителя скрывает правду о жизни народа, вводит его в заблуждение, что всё хорошо, не даёт ему достоверной информации о жизни народа. Исходя из этих предпосылок, возникает стойкое убеждение, что для разрушения этой порочной системы представителям народа требуется «прорваться» к «первому лицу государства» и рассказать ему «всю правду». После того, как правитель это всё узнает, согласно убеждениям, он «наведёт порядок»: накажет негодяев, наградит достойных, восстановит справедливость и т. п.:118

## Оценки
Доктор юридических наук Н. Ф. Медушевская считает, что идея «царя-самодержца, монархизма» сыграла выдающуюся роль в становлении российской государственности. По мнению автора, она ассоциировалась с единением страны под началом абсолютного монарха и соответствовала требованиям времени, а стойкая «вера в „доброго царя“», в царское великодушие «поддерживала в народе традиционное стремление рассказать ему всю правду, обратиться лично с петициями о восстановлении справедливости».
Доктор филологических наук Ю. П. Нечай пишет, что такая черта русского менталитета, как «вера в доброго царя», активно присутствует во многих русских волшебных сказках: именно царь восстанавливает справедливость, «мудро разобравшись в несправедливости»:153.
Некоторая часть общественных и научных деятелей считает «веру в доброго царя» популизмом, «наивной верой», не имеющей отношения к реальности. Директор Института социономики и публицист левого толка, профессор А. В. Бузгалин считал клише о «добром царе» работающим на практике только по отношению к «своим», то есть к элите, но не к простым людям. Доктора исторических наук В. Н. Фаронов и Ю. М. Гончаров пишут, что «вера в доброго царя» у рабочих Российской империи сосуществовала вместе с враждебным отношением к государству и непосредственному руководству.
Публицист Алексей Сахнин пишет, что «вера в доброго царя» — это наивная утопия, придуманная простыми людьми для того, чтобы оправдать несправедливую реальность царской России.
Автор газеты Postimees Игорь Таро, анализируя письма правозащитников к президенту России Дмитрию Медведеву и отсутствие встречной реакции на них, делает вывод, что «добрый царь» — это один из «волчьей стаи», который никогда не станет помогать «овцам».
Журналист издания Росбалт Александр Желенин, рассматривая результаты опроса «Левада-центра» об отношении россиян к Владимиру Путину в 2020 году, называет «веру в доброго царя» мифом, который «стремительно рушится в глазах россиян», начинающих осознавать «сущность нынешней власти». Историк М. В. Балахнина пишет, что Россия уже прошла через это, когда в 1917 году народ окончательно перестал верить царю.
Владислав Сурков, ранее занимавший пост советника президента РФ, пишет: 
Было бы упрощением сводить тему к пресловутой «вере в доброго царя». Глубинный народ совсем не наивен и едва ли считает добродушие царским достоинством. Скорее он мог бы думать о правильном правителе то же, что Эйнштейн сказал о боге: «Изощрён, но не злонамерен».
В работе Н. В. Лебедевой проводится оценка текста письма «наивного автора», а именно русской женщины 75 лет. В тексте письма прослеживаются 3 темы: «царь хороший, бояре плохие», «Россия в беде», «гордость за страну».

## В других странах
«Наивный монархизм» (или «народный»), направленный против дворян, но не против монарха, отмечался исследователями применительно к разным крестьянским движениям, таких как, например, Жакерия, Восстание Уота Тайлера, социальный бандитизм в разных странах (направленный против угнетателей, но не угнетенных). Также известны современные положительные реинтерпретации/рационализации данной мифологемы, например, в виде «анархо-монархизма», характерного для взглядов писателя и филолога Дж. Толкина, а также философа и теолога Дэвида Бентли Харта.

## В культуре
Писатель Виктор Некрасов полагал, что «царь хороший, бояре плохие» — основная мысль фильма Сергея Эйзенштейна «Иван Грозный».